# István Apáthy
István Apáthy (n. 4 ianuarie 1863, Pesta, Regatul Ungariei – d. 27 septembrie 1922, Seghedin, Ungaria) a fost un biolog maghiar, membru corespondent al Academiei Maghiare de Științe, care a trăit și a lucrat în Cluj. A devenit cunoscut pe plan mondial pentru noile sale tehnici de microscopie și de preparare aplicate în domeniul histologiei (mai ales în domeniul neurohistologiei). A fost decan și rector al Universității clujene „Franz Joseph”.
S-a remarcat în studiul neurofibrilelor, pe care le-a descoperit. A avut de asemenea contribuții teoretice în ceea ce privește aspectele sociale și politice ale eugeniei. A publicat de-a lungul vieții sale științiice în reviste de limba germană. A fost propus pentru a primi Premiul Nobel, dar ca urmare a discuțiilor legate de contiguitate sau continuitate privind comunicarea neuronală câștigate de Santiago Ramón y Cajal, acesta din urmă a fost cel care a primit premiul
A fost caracterizat de un patriotism ardent în ceea ce privește aspectele care țineau de statul ungar și s-a remarcat printr-un naționalism cu unele accente șovine. S-a implicat în politica Transilvaniei și a fost numit la sfârșitul Primului Război Mondial de către guvernului Károly, comisar general în cadrul Comisariatului Guvernamental al Ungariei de Răsărit.

## Biografie
Apáthy era fiul unui avocat. În anul 1885 a obținut diploma în medicină la Universitatea de Medicină și în același an a publicat două lucrări privind experiența sa în secțiile clinice. Datorită interesul său pentru științele zoologice a devenit asistentul didactic al lui Tivadar Margó la departamentul zoologic (1885-1886) și a încercat să îmbunătățească metodele de testare histologică în cercetarea erbivorelor. 
La vârsta de 27 de ani, în 1890, a devenit profesor de zoologie și botanică la Universitatea Franz Joseph din Cluj, a fost ales membru corespondent al Academiei Ungare de Științe în 1898. În 1909 a înființat un institut zoologic în Cluj. A fost rectorul universității în anul universitar 1903-1904. La începutul anilor 1900 a intrat în viața politică, ca susținător al Partidului Noua Democrație și Partidul Independenței. 
| “ | Dovada cea mai bună, că peste toți acești visători, mai mult sau mai puțin de bună credință, domina profesorul universitar Apáthy, un exponent cunoscut al vechiului regim, din partea căruia românii nu mai aveau nimic de așteptat. | ” |
| — Dr. Augustin Pordea, membrul al comisiei mixte româno-maghiare care a anchetat Masacrul de la Beliș | |   |

După declararea independenței, s-a alăturat liniei radicale a partidului Károlyi. După Primul Război Mondial a condus Comisariatul Guvernamental pentru Ungaria de Răsărit, astfel că Tribunalul Militar Regal din România a dispus arestarea acestuia la 15 ianuarie 1919.
În procesul care a urmat, ulterior colonelul Károly Kratochvil a depus mărturie în favoarea sa, demonstrând că acțiunile miltare au depins de Ministerul de Război al Ungariei și nu de Comisarul General al Comisariatului Guvernamental pentru Ungaria de Răsărit. Această mărturie a determinat ca responsabilitatea acțiunilor Înaltului Comisar să fie interpretată în concordanță cu respectiva mărturie și judecata să fie mai puțin severă.
El a fost apoi deținut în diferite închisori din Transilvania, până când a fost condamnat la cinci ani de închisoare pe 21 iunie. Condamnarea a fost anulată, iar la 22 decembrie la Sibiu a fost eliberat și i-a fost emis un pașaport la 5 iulie 1920, cu care a trecut granița în Ungaria pe 7 august și s-a alăturat aproape imediat vieții politice și științifice de acolo. 
S-a mutat la Budapesta și apoi la Seghedin, iar în 1921 a organizat Institutul Zoologic, pe care l-a condus până la moartea sa. A fost unul dintre fondatorii Acta Litterarum Ac Scientiarum Regiae Universitatis Hungaricae Francisco-Josephinae de la Universitatea Ferenc József din Szeged, secția „Scientiarum Naturalium”. În timpul închisorii a fost afectat de boli de inimă, care i-au scurtat viața. 
A murit în Seghedin, fiind îngropat în cimitirul Belvárosi.